# Van Dyke Records

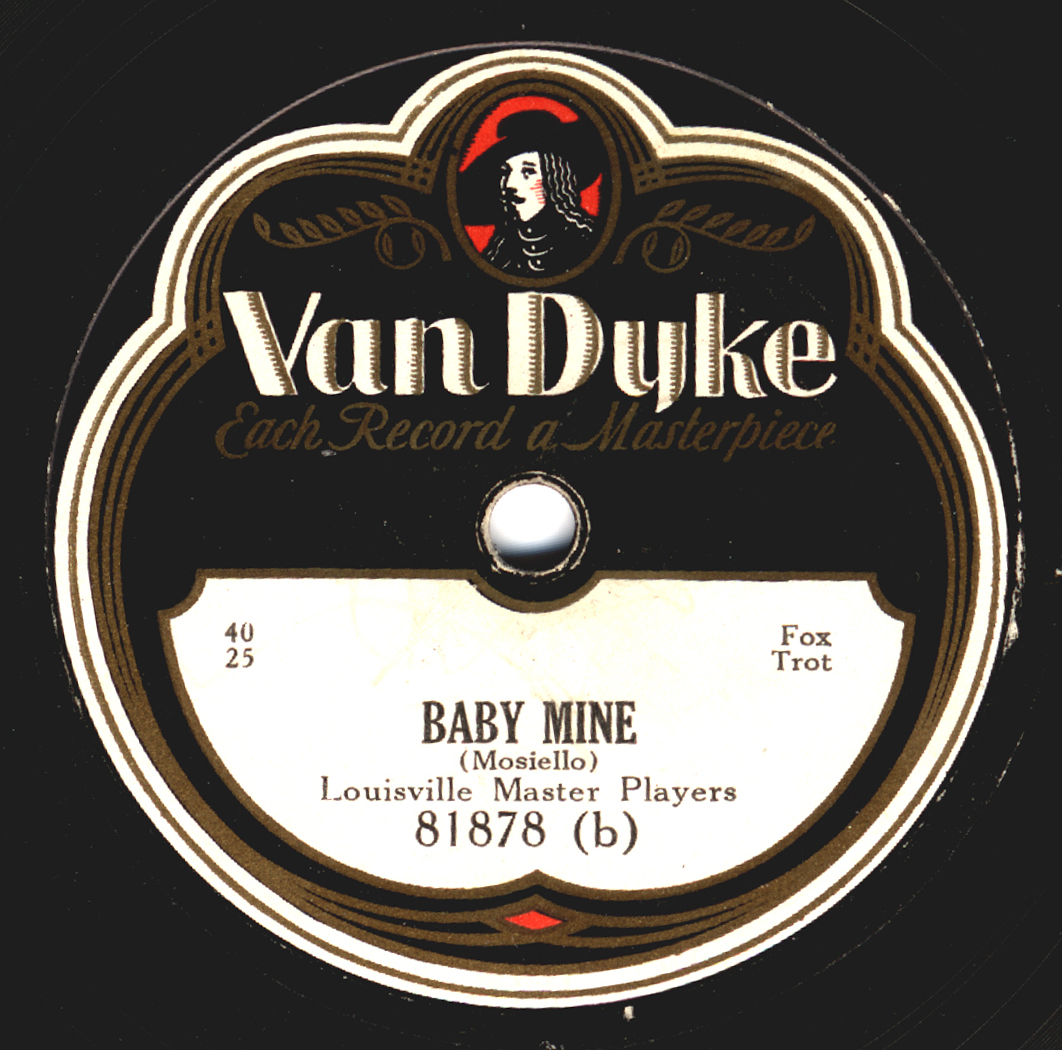
Baby Mine von den Louisville Master Players (Van Dyke Records)

Van Dyke Records war ein amerikanisches Plattenlabel, das von 1929 bis 1932 bestand. Van Dyke war ein Subunternehmen von Grey Gull Records mit Sitz in Boston. Auf dem Label erschienen Aufnahmen der California Ramblers und von Cliff Jackson, Sam Lanin, Clarence Williams und Wilbur Sweatman; außerdem spielte man in den Grey-Bull-Studios eine Reihe von Schellackplatten unter Bandbezeichnungen wie Nashville Jazzers, Memphis Jazzers, Louisville Master Players oder einfach als Grey Gull Studio Bands ein.